# Сайкс, Оливер
Оливер «Оли» Скотт Сайкс (англ. Oliver «Oli» Scott Sykes; род. 20 ноября 1986, Ашфорд, Великобритания) — британский музыкант,  ведущий вокалист рок-группы Bring Me the Horizon. Основатель бренда одежды Drop Dead Clothing. Сайкс совместно с художником из Drop Dead, с Беном Эштоном-Беллом, создал графическую новеллу «Выращенный хищниками».

## Ранняя жизнь
Оливер Сайкс родился 20 ноября 1986 года в Ашфорде, графство Кент, Великобритания. Будучи ребёнком, он вместе с родителями, Йеном и Кэрол Сайкс, переехал в Австралию; примерно в шесть лет ездил в Аделаиду и Перт. Семья вернулась в Великобританию, когда Сайксу было около восьми, поселившись в Стоксбридже в Шеффилде, Саут-Йоркшире. В подростковом возрасте он ходил в Стоксбриджскую старшую школу.

## Карьера

### Музыкальная карьера: Womb 2 Da Tomb, Purple Curto и псевдоним Olisaurus (2000—2004)
В конце 2000 года, будучи школьником, он начал создавать CD и короткие треки под именем Quakebeat. Также он играл в хип-хоп группе «Womb 2 Da Tomb» со своим братом Томом Сайксом и будущим членом группы Bring Me the Horizon Мэттом Николсом. Также был в группе «Purple Curto» с Нилом Вайтли в качестве барабанщика/вокалиста под псевдонимом, который затем использовался при выпуске сольного материала.

### Bring Me the Horizon (2004 — настоящее время)
В 2004 году Сайкс создал группу Bring Me the Horizon, которая очень быстро приобрела популярность. Группа выпустила свой дебютный альбом Count Your Blessings в 2006 году. Их второй альбом Suicide Season был выпущен 29 сентября 2008 года, а третий альбом There Is a Hell, Believe Me I’ve Seen It. There Is a Heaven, Let’s Keep It a Secret — 4 октября 2010 года. Четвёртый альбом Sempiternal был выпущен 1 апреля 2013, где Сайкс играет на ритм-гитаре; во время записи к группе присоединился Джордан Фиш, ставший новым членом группы. 11 сентября 2015 года группа выпустила пятый студийный альбом That's the Spirit. 25 января 2019 года группа выпустила шестой студийный альбом Amo

### Сотрудничество и другие музыкальные проекты
Сайкс был приглашён для записи песен You Me at Six «Bite My Tongue», Architects «Even If You Win, You’re Still a Rat», Admiral's Arms «Dawn of the New Age», While She Sleeps «Silence Speaks» и Deez Nuts «If You Don’t Know, You Know Now». Он также появляется в клипе американской рок-группы A Day to Remember на песню «All I Want». Сайкс также сотрудничал с Skrillex, который стал бэк-вокалистом для песни «Visions» из альбома Bring Me the Horizon There Is a Hell, Believe Me I’ve Seen It. There Is a Heaven, Let’s Keep It a Secret. Skrillex также сделал ремикс на песню «The Sadness Will Never End» из их альбома Suicide Season; этот ремикс представлен в альбоме Cut Up!. В 2021 году совместно с IC3PEAK выпущен сингл «VAMPIR».

### YouTube-видео с Architects
Во время тура Bring Me The Horizon и Architects сняли видео, показывающее борьбу между Оливером и вокалистом Architects Сэмом Картером. Видео было снято в течение дня в Карлсруэ (Германия) и показывало, как Сэм подвергает Оливера физическому насилию. Видео было загружено на сетевой видео веб-сайт YouTube, где привлекло внимание тысяч людей. Эта запись возмутила большое число поклонников Bring Me The Horizon, заставив многих людей отправлять почтой оскорбления в адрес Картера.
«Мы соединились с парнями и делили автобус во время двухнедельного тура» — сказал Картер журналу Kerrang!. — «Факт того, что люди верили, что это правда, просто смешно! Мы снимали драку около трёх раз и даже добавляли смешные звуки ударов…» Оливер Сайкс также прокомментировал это видео: «События целого дня могут быстро надоесть и так мы наколдовали первую идиотскую вещь. Мы могли придумывать и делать это таким невероятным, насколько это возможно. На MySpace Сэм получал угрозы расправы от фанатов и в то же самое время получал похвалы за избиение меня! Мне жаль, если кто-нибудь был расстроен этим, хотя я уверен, что большинству людей, видевших это, вероятно нравится мысль, как я получаю удар в лицо!». Позднее проблема была решена и всё стало как прежде, хотя до сих пор видео на YouTube привлекает внимание.

### Инцидент в Ноттингеме
Во время тура по Великобритании были выдвинуты обвинения против Оливера Сайкса. В них сообщалось, что Сайкс помочился, а затем напал на фанатку после выступления в Nottingham Rock City, когда она якобы отказалась от его сексуальных авансов. Оливер впоследствии был обвинён только в мочеиспускании на поклонницу, но не в физическом нападении. Online Music Zine Drowned In Sound требовали запретить выступление Bring Me The Horizon в Nottingham Rock City, однако лейбл группы Visible Noise Records отрицал эти слухи и группа впоследствии отыграла в Nottingham Rock City 1 декабря 2007 года.
13 апреля Сайкс появился в Ноттингемском мировом суде по обвинению в предполагаемом мочеиспускании, в котором он не признал себя виновным. Дело было отложено до начала мая. 3 мая 2007 года Оливер Сайкс посетил Ноттингемский мировой суд во второй раз, вновь не признав себя виновным. Суд снова был отложен до 17 сентября. Из-за отсутствия доказательств все обвинения против Сайкса были сняты.

## Личная жизнь
С 12 лет Сайкс страдает от сонных параличей, которые лишают его возможности двигаться и говорить во время засыпания или непосредственно после пробуждения.
Сайкс стал вегетарианцем в возрасте 16 лет после просмотра документального фильма о жестоком обращении с животными в Интернете: «Когда я увидел, как животных подвергают пыткам на фермах, я не мог оправдать свою причастность к этой жестокости». Затем он стал создавать благотворительные футболки с лозунгом «Meat Sucks» через свою линию одежды Drop Dead. В 2013 году стал веганом.
Сайкс — убежденный атеист, который заявлял: «Я не верю в Бога. Меня просили поверить в него, когда я находился в дерьмовом месте. Я не мог понять, зачем мне нужен бог или, по моему мнению, что-то, чего не существует». В интервью Radio.com в 2013 году он также заявил: «Я не думаю, что вера в Бога — это преступление без потерпевших. Если бы просто люди, верующие в Бога, не оказали никакого влияния на мир, то это не имело бы никакого значения. Тогда они смогут верить в то, чего захотят. Если вы хотите воображаемого друга, который живет в облаках, то это хорошо. Но существует факт, что религия оказывает влияние на других людей, и весь мир в суматохе, главным образом из-за религии».
После получения награды «Альбом года» на первой церемонии вручения премии «Alternative Press Music Awards» в 2014 году Сайкс раскрыл историю зависимости и злоупотребления наркотиком кетамином. Обращаясь к толпе, он сказал: «Моя группа хотела убить меня, мои родители хотели убить меня, мой гребаный брат хотел убить меня», а также признался: «Я ходил на реабилитацию в течение месяца, а вы, ребята, отправляли мне сообщения и электронные письма. Когда я вышел из этого реабилитационного центра, я больше не хотел кричать, я хотел петь с гребаных крыш».
С октября 2008 года до конца 2011 года встречался с моделью Амандой Хендрик. В апреле 2012 Аманда заявила, что они с Оливером Сайксом снова вместе. Однако в октябре 2012 пара разошлась вторично.
12 июля 2015 года в Тоскане, Италия, Сайкс женился на модели и тату-мастере Ханне Пикси Сноудон. В 2016 году Сайкс объявил, что он и Сноудон расстались. В мае 2019 года Сайкс заявил, что их отношения прекратились из-за неверности Сноудон. Песня «Medicine» из альбома «Amo» была написана об отношениях пары.
22 июля 2017 года Сайкс женился на бразильской модели Алиссе Саллс.

## Дискография
- 2004 — This Is What the Edge of Your Seat Was Made For (повторный релиз в 2006)
- 2006 — Count Your Blessings
- 2008 — Suicide Season
- 2010 — There Is a Hell, Believe Me I've Seen It. There Is a Heaven, Let's Keep It a Secret
- 2013 — Sempiternal
- 2015 — That's the Spirit
- 2019 — Amo
- 2020 — Post Human: Survival Horror
- 2024 — Post Human: NeX GEn